# فرهات سرچی
فرهات سرچی (انگلیسی: Ferhat Çerçi؛ زادهٔ ۲ سپتامبر ۱۹۸۱) بازیکن فوتبال اهل ترکیه است.
از باشگاه‌هایی که در آن بازی کرده‌است می‌توان به باشگاه فوتبال روت وایس اهلن، باشگاه ورزشی کوکائلی اسپور، و باشگاه فوتبال آرمینیا بیله‌فلد اشاره کرد.